# London Lions
Maillots
Les London Lions sont un club franchisé anglais de basket-ball de la ville de Stratford qui évolue en British Basketball League.

## Historique

### Hemel Hempstead Lakersmodifier
Le club a débuté dans la ville de Hemel Hempstead , à 24 miles au nord-ouest de Londres , et était connu sous le nom de Hemel Hempstead Lakers . L'équipe porte le nom de l'une des équipes les plus célèbres de la NBA , les Lakers de Los Angeles , et a même adopté les couleurs violet et or des LA Lakers. En 1977, les Lakers entrent dans la division 2 de la Ligue nationale de basket-ball et connaissent une première saison plutôt réussie, terminant cinquième (sur 11 équipes) avec une fiche de 10-10. Leur deuxième saison serait encore plus réussie, les Lakers terminant deuxièmes de la Division 2 (15-3) et remportant une promotion dans la Division 1 de la ligue de haut niveau.
L'entrée dans la meilleure ligue du pays étant assurée, le club a reçu un accord de parrainage majeur de la marque de boissons Ovaltine et, dans le cadre de cet accord, il était connu sous le nom d'Ovaltine Hemel Hempstead. La franchise est devenue une force redoutable en Division 1, terminant régulièrement en haut du classement et faisant de nombreuses apparitions en demi-finales des Play-offs à Wembley Arena , terminant troisième en 1981. À la suite de la fin du parrainage d'Ovaltine et d'un Contrat d'un an avec le détaillant Poundstretcher, la franchise a été rebaptisée Hemel Royals en 1985. Pendant ce temps, sur le terrain, l'équipe n'a pas réussi à reproduire les performances des dernières saisons et s'est souvent contentée de positions médianes. C'était une période dorée pour le basket-ball britannique et Hemel faisait régulièrement venir des États-Unis les meilleurs talents américains. Dick Miller est le plus grand joueur défensif de l'histoire de la franchise et probablement du jeu dans son ensemble au Royaume-Uni. L'énigmatique Harvey Knuckles est considéré comme l'un des plus grands joueurs ayant jamais joué en Grande-Bretagne. Steve Hale était un choix de quatrième ronde, Sam Smith a marqué de gros points sur tout le terrain et Daryl Thomas était un buteur prolifique.
Pour la saison 1989-1990, la franchise a choisi de quitter le premier niveau (maintenant connu sous le nom de Ligue Carlsberg en raison du parrainage du groupe Carlsberg ) et de revenir dans la ligue de deuxième niveau, qui avait été rebaptisée NBL Division 1. Après seulement une saison et une quatrième place (14-8), les Royals sont revenus dans la Ligue Carlsberg. L'équipe a terminé dernière de la ligue lors de la saison 1992-1993 avec une fiche de 4-29, et a ensuite été reléguée en Division 1, mais elle a ensuite été réintégrée et est revenue au BBL rebaptisé pour la saison suivante. Une période lamentable s'ensuivit et au cours de la décennie suivante, l'équipe ne finira pas en dehors des trois derniers, mais avec la suppression du système de promotion/relégation entre la BBL et la Division 1, cela eut peu de conséquences.

Ancien logo

## Noms successifs
- 1977 - 1985 : Hemel Hempstead Lakers
- 1985 - 1996 : Hemel Royals
- 1996 - 1997 : Hemel & Watford Royals
- 1997 - 1998 : Watford Royals
- 1998 - 2012 : Milton Keynes Lions

## Palmarès
| Compétitions nationales | Compétitions internationales |
| - BBL : - Champion (1) : 2023. - Vice-champion (5) : 2008, 2015, 2018, 2021, 2022. - BBL Cup - Vainqueur (3 : 2008, 2019, 2023. - Finaliste (1) : 2021. - BBL Trophy : - Vainqueur (1) : 2021. - Finaliste (3) : 2002, 2019, 2022. | - Néant.                     |

## Joueurs et personnalités du club

### Entraîneurs
- 1999-2000 :  Tom Hancock
- 2006-2007 :  Tom Hancock

- 2012-2015 :  Vince Macaulay
- 2015-2017 :   Nigel Lloyd
- 2017 :  Mariusz Karol
- 2017-févr. 2022 :  Vince Macaulay
- Février-mars 2022 :  James Vear
- Mars-mai 2022 :  Nikhil Lawry
- 2022-2023 :  Ryan Schmidt
- 2023- :  Petar Božić

### Joueurs emblématiques
- Sam Dekker
- Vojtěch Hruban
- Kosta Koufos
- Olumide Oyedeji
- Justin Robinson
- Andrew Sullivan